# Диссидентский вопрос
Диссидентский вопрос (пол. sprawa dysydentów) — вопрос дискриминации некатолического населения в Речи Посполитой, осложнявший её отношения с другими европейскими державами на протяжении XVIII века. Особое значение в международных отношениях он приобрёл в 1760-х годах, когда стал причиной или поводом для вмешательства России и Пруссии во внутренние дела государства. Обострение диссидентского вопроса привело к усилению зависимости Речи Посполитой от внешних сил, направлявших свои усилия на недопущение реформ парализующего её государственного строя (в частности, права «liberum veto»). Усиление кризисных тенденций в Речи Посполитой сыграло главную роль в её упадке и дальнейшей ликвидации.

## Дискриминация иноверцев
Диссидентами (от лат. dissidens — несогласный, расходящийся) в Речи Посполитой называли приверженцев кальвинизма, лютеранства, социниан (их же называли арианами), анабаптистов, квакеров, меннонитов, а после Брестской унии 1596 года также униатов и православных. Для последних применялся ещё более специфический термин — дизуниты. До этого католики в связи с состоявшимся в 1054 году Великим разделением церквей (Великой схизмой) относились к православным как к схизматикам (раскольникам), врагам Креста, которые даже ставились на один уровень с сохранявшимися в то время литовскими язычниками, что выражалось в призывах и организации крестовых походов одновременно как против литовских язычников, так и против русских схизматиков, в повторном крещении (перекрещивании) православных христиан в католичество.
14 августа 1385 года между Королевством Польским и Великим княжеством Литовским была заключена Кревская уния, положившая начало образованию польско-литовского государства. Соглашения предусматривали брак великого литовского князя Ягайло и одиннадцатилетней дочери Людовика Венгерского Ядвиги (которая 15 октября 1384 года была коронована на польский престол) и коронацию Ягайло королём польским, для чего Ягайло должен был креститься из православия в католичество, обещал, что его братья, родственники и вся знать примут католичество а также давал слово «навеки воссоединить свои собственные земли — Литву и Русь — с короной царства Польского». 15 февраля 1386 года Ягайло, будучи православным христианином под именем Яков, был перекрещен в Кракове в католичество под именем Ладислас (Владислав). Вслед за королём крестились его родственники и большая часть двора. 18-го Ягайло женился на королеве Ядвиге; 4 марта он был коронован. Из родных и двоюродных братьев Ягайло были перекрещены только Витовт, Скиргайло и Свидригайло, а остальные Гедиминовичи остались православными.
В 1387 году Ягайло вернулся в Литву. В Вильне на месте святилища Пяркунаса им был построен Кафедральный собор Святого Станислава. В последующие несколько лет всё языческое население Аукштайтии было крещено по латинскому обряду, в то время как Жемайтия, отошедшая Тевтонскому ордену, оставалась языческой. В 1389 году папа Урбан VI признал Литву католической страной.
При этом, формально, в Литве признавалась веротерпимость. Однако, господствующая католическая монархия вскоре начала оказывать на некатолическую русскую и литовскую знать культурное, политическое и экономическое давление с целью заставить ее принять польские обычаи, нравы и, прежде всего, веру. Привилегиями наделялась только католическая знать. В связи с этим некатолическое население как Польши, так и Литвы не могло рассчитывать на сохранение своей религиозной и культурной идентичности.
Ущемление православного населения захваченных поляками русских земель началось ещё при Ягайле, который передал католикам православный собор в Перемышле, построенный ещё при русском князе Володаре Ростиславовиче, положив начало окатоличиванию и полонизации этого города. У православного митрополита Галицкого отобрали в пользу католического архиепископа все его земельные владения.
Одним из проявлений подобного давления было принадлежащее польско-литовским королям право утверждать лиц, избранных иерархией или народом на высшие духовные должности в православной церкви. А польский король Стефан Баторий так широко понимал это право, что сам и избирал, и назначал высших духовных лиц. На духовные должности он нередко назначал мирян, к тому же не всегда достойных духовного сана, в качестве вознаграждения за оказанные услуги. Поставленные таким образом иерархи, не подготовленные к исполнению архипастырских обязанностей, озабоченные прежде всего обогащением себя и своих родственников, ведшие неподобающий образ жизни, всё больше вызывали к себе враждебное отношение паствы.
Другим проявлением католического давления на православных был прессинг прозелитизма со стороны католического духовенства. Для деятелей католической церкви того времени было характерно мнение, что «русские» (восточные славяне) вступили в «схизму» не по собственному убеждению, но следуя авторитету Константинопольской Патриархии, и следуют этим «заблуждениям» лишь по привычке, поэтому их можно легко привести к союзу с Римско-католической церковью. Предложения с подробным перечислением выгод, которые может принести «русской» Церкви и «русскому» обществу такое соединение, были изложены в опубликованном в 1577 году сочинении иезуита Петра Скарги «О единстве Церкви Божией под единым пастырем». Скарга предлагал польским католикам вступить в переговоры с православными епископами и вельможами на территории Речи Посполитой с целью заключения локальной унии, не принимая во внимание позиции ₥ого Патриарха, которому подчинялась Киевская митрополия. При этом Скарга считал возможным для православных сохранение своих обрядов при условии признания власти папы и принятия католических догматов. В 1580-х годах представления о том, что духовенство Киевской митрополии могло бы подчиниться римскому папе на условиях, выработанных на Флорентийском соборе, излагал в своих сочинениях папский легат Антонио Поссевино. В 1581 году он побывал в Москве, где добился аудиенции у царя Иоанна Грозного, имел с ним богословский диспут и вручил ему сочинение «О разностях между римским и греческим вероисповеданиями». По возвращении в Рим Поссевино представил папе отчёт о своей деятельности. Объяснив неодолимые трудности, с которыми связаны попытки введения католичества в России, он обратил внимание папы на западнорусскую церковь в польско-литовских владениях, предложив усилить католическое влияние именно в этих землях. В 1590 году вновь была переиздана книга Скарги, которая была хорошо известна и православным, о чём свидетельствует существование православных полемических откликов на это сочинение. Именно эти предложения и привлекли к себе пристальное внимание ряда православных епископов Киевской митрополии в начале 1590-х годов.
Всё это, а также целый ряд других причин, привело в 1596 году к принятию рядом епископов Киевской митрополии Константинопольской православной церкви во главе с митрополитом Михаилом Рогозой решения о принятии католического вероучения и переходе в подчинение римскому папе с одновременным сохранением богослужения византийской литургической традиции на церковнославянском языке, выразившемся в заключении Брестской унии.
Православные, не принявшие Брестскую унию назывались дизунитами, и на коронных землях были вне закона. Их существование предусматривалось только каноническим правом униатской церкви. Подавляющее большинство диссидентов составляли православные и греко-католики, которых в России считали частью общерусского народа.
В числе дискриминационных положений, возникших на протяжении XVII века, у диссидентов не было прав избираться в Сейм, занимать государственные должности и открывать новые храмы. При избрании королём в 1669 году Михаила Вишневецкого было утверждено постановление, что только католик может быть польским королём. Диссиденты не могли рассчитывать на спокойное пользование своими имениями и на личную безопасность. Несмотря на то, что конституция 1717 года обеспечивала им неприкосновенность имений и равенство перед судом, на практике это часто не соблюдалось. Католикам было запрещено под страхом смертной казни переходить в протестантизм, дети от смешанных браков признавались католиками. В течение XVIII века диссиденты были устранены от всех должностей, как государственного, так и местного и городского управления, а также от воинской службы. Они лишались права составлять с религиозными целями конфедерации, им запрещалось публичное исповедание своих учений, пение и проповедь при совершении домашнего богослужения. При этом диссиденты подпадали под юрисдикцию католических церковных властей и судов, а за отказ от участия в католических обрядах в некоторых местностях они облагались штрафами.
Идея уравнения в правах диссидентов встречала жёсткое сопротивление со стороны крупных магнатов, мелкой шляхты и римокатолического духовенства. Краковский епископ Каетан Солтык провозглашал:

Не могу без измены отечеству и королю позволить на увеличение диссидентских прав. Если б я увидел отворенные для диссидентов двери в Сенат, избу посольскую, в трибуналы, то заслонил бы я им эти двери собственным телом — пусть бы стоптали меня. Если б я увидел место, приготовленное для постройки иноверного храма, то лег бы на это место — пусть бы на моей голове заложили краеугольный камень здания.

## Диссидентский вопрос в международной политике
В первой половине XVIII века Россия добивалась от польского правительства соблюдения обязательств о свободе вероисповедания для православных, взятых Речью Посполитой по договору 1686 года, и признания за Россией права представлять интересы православных перед польским правительством. В вопросе о свободе вероисповедания Россия выступала вместе с Англией, Швецией и Голландией, которые оказывали поддержку своим протестантским единоверцам. В 1724-1725 годах по просьбе Швеции Россия выступала перед польским правительством в защиту притесняемых протестантских «диссидентов». Диссидентский вопрос стал одной из причин принятия Россией участия в войне за польское наследство в 1730-х годах. Одним из обязательств, взятых саксонским курфюрстом Фридрихом-Августом II, было обеспечение свободы вероисповедания для «диссидентов», после получения им польской короны.
Диссидентский вопрос осложнял и отношения Речи Посполитой со Священной Римской империей. Император был гарантом прав религиозных меньшинств в империи, а всплески католического фанатизма в Речи Посполитой вызывали активность иезуитов в Силезии и Венгрии, где было много лютеран. Кроме того, это вызывало демарши со стороны протестантских князей Империи, которых поддерживали Англия и Швеция. Согласовывая свои действия с Россией, в 1732 году император Карл VI, отвечая на промеморию императрицы Анны Иоанновны приказал имперскому послу в Варшаве графу Вильчеку совместно с русским посланником графом Фридрихом Левенвольде «всякие удобные и сильные домогательства, где надлежит, употреблять» для защиты православных «диссидентов» и русского населения на польской границе. В случае, если этого будет недостаточно, император готов был поддержать Россию силой оружия, считая случаем агрессии ситуацию, «когда одна или другая сторона в покойном владении своих под упомянутым союзным трактатом содержанных земель обеспокоена бывает».
Для Екатерины II вопрос заступничества за права православных был крайне важен, поскольку был одним из немногих поприщ общенациональной политики, способной обеспечить одобрение у широких масс, тогда как в силу обстоятельств своего прихода на престол, во внутренней политике она должна была обеспечивать узко-сословные интересы дворянства.
Поспособствовав образованию Слуцкой конфедерации униатов, православных и протестантов, полномочный посол России в Речи Посполитой Николай Васильевич Репнин, обладавший огромным политическим весом, на так называемом Репнинском сейме сумел в 1768 году добиться почти что уравнения диссидентов в правах с католиками и признания православных диссидентами. Недовольство этим шагом, как и общей зависимостью от российского влияния, привело к созданию римокатолической шляхтой Барской конфедерации и к открытому военному выступлению против русских войск. После поражения Барской конфедерации произошёл первый раздел Речи Посполитой. Екатерина II совершала второй раздел Речи Посполитой под лозунгом «Отторженная возвратихъ», настаивая на том, что не берёт ни пяди собственно польской земли.
Советский историк И. С. Миллер отмечал, что диссидентский вопрос был использован Россией и Пруссией как повод для вмешательства во внутренние дела государства, в частности, для недопущения проведения реформ (отмены права «liberum veto» и др.). Требование равноправия для диссидентов при сохранении «liberum veto» означало лишение Сейма возможности принятия решения без участия России и Пруссии.
Российский историк Л. М. Аржакова подчеркнула мнение части дореволюционных историков России, что императрица никогда не пыталась реально решить диссидентский вопрос, а использовала его для оправдания вмешательства в дела Польши, а после первого раздела Польши - для территориальной экспансии на запад. Ограничиться частью западнорусских земель (без Западной Украины и Белостока) России пришлось вследствие того, что ей приходилось считаться с интересами Пруссии и Австрии.

## Комментарии
1. ↑  Но, как подчёркивал В. О. Ключевский, руководитель внешнеполитического ведомства Екатерины II граф Н. И. Панин признавался, что русское правительство использовало диссидентский вопрос как повод для вмешательства в дела Речи Посполитой и менее всего хотело реального уравнивания православных в правах, так как это значительно увеличило бы число русских крепостных крестьян, в огромных массах бежавших из России в Речь Посполитую, где не было крепостного права, а православные Речи Посполитой прекратили бы обращаться за помощью к России.[20]
2. ↑  Сам посол Репнин писал Екатерине, что православным достаточно религиозной свободы, а равноправием они воспользоваться не смогут, так как среди них практически нет шляхтичей, и предлагал не ставить вопрос о равноправии. Но Екатерина настаивала на равноправии. У шляхты было отнято право жизни и смерти над хлопами; последние получили право судиться общим, а не господским судом. Также панам было запрещено под угрозой кары совершать разбойничьи наезды друг на друга. Россия выступила гарантом всех прав диссидентов, православных, хлопов, жертв столкновений между шляхтой и т. д. и т. п. Фактически это означало, что Речь Посполитая стала полностью зависимой от России.[21]